# 加代拉巴德
加代拉巴德是伊朗的城市，位於該國南部札格羅斯山脈東南部，由法爾斯省負責管轄，距離首府設拉子約100公里，海拔高度1,976米，2006年人口14,095。